# Cory Richards
Cory Richards (ur. w maju 1981) – amerykański wspinacz, himalaista, fotograf. Autor pierwszego zimowego wejścia na Gaszerbrum II.

## Życiorys
Richards pochodzi z Boulder w stanie Kolorado. Jest synem Courta, wspinacza (partnera górskiego George’a Lowe’a), to on nauczył go wspinaczki już w wieku 5 lat.
W styczniu 2009 wraz z Ines Papert wspólnie wyznaczyli nową drogę na Kwangde Shar (6093 m) w Nepalu,
rok później w styczniu 2010 wyznaczył nową drogi na Tawoche, wraz z Renanem Ozturkiem.
Wiosną 2010 roku wszedł na swój pierwszy ośmiotysięcznik – Lhotse, z użyciem dodatkowego tlenu.
Na przełomie 2010 i 2011 dołączył to włosko-kazachskiego zespołu Simone Moro-Denis Urubko, którzy dwa lata wcześniej zdobyli jako pierwsi zimą Makalu. Wspólnie 2 lutego 2011 zdobyli Gaszerbrum II – jako pierwsi weszli zimą na jeden z czterech głównych ośmiotysięczników w Karakorum). Richards jest też pierwszym Amerykaninem, który zimą zdobył szczyt o wysokości powyżej 8000 m. Podczas zejścia zostali porwani przez lawinę, ale ostatecznie udało im się zejść do bazy bez większych obrażeń
Za ten wyczyn zostali nagrodzeni nagrodą Kolosami za rok 2010 w kategorii alpinizm, a Richards otrzymał także przyznawany przez miesięcznik National Geographic tytuł Adventurers of the Year za rok 2012 w kategorii Climber (wspinacz).
W maju 2011 wspinał się na Mount Everest, dotarł na wysokość 7100 metrów, ale z powodów zdrowotnych musiał zostać zabrany przez helikopter.
Richards fotografuje góry i dziką przyrodę w Himalajach i Karakorum, na Antarktydzie, Azji Południowo-Wschodniej i w Afryce.

## Osiągnięcia wspinaczkowe

### Ośmiotysięczniki
- Lhotse (2010, z tlenem)
- Gaszerbrum II (2011, pierwsze zimowe wejście z Simone Moro i Denisem Urubko)

### Inne osiągnięcia
- nowa droga na Kwangde Shar
- nowa droga na Tawoche